# Анатори
Анатори (груз. ანატორი, чечен. АнатӀор) — исчезнувшее небольшое хевсурское село, «город мёртвых» на севере Грузии, в исторической области Пирикитской Хевсурети. Расположено было на правом берегу реки Аргун, ниже по течению устья левого притока Шатилисцкали и села Шатили, у слияния с правым притоком Андаки (Ардоти), на правом берегу Андаки. У Анатори сходятся три ущелья: Аргуна, Шатилисцкали и Андаки (Ардоти). Анатори расположено в 3 километрах к северо-востоку от Шатили, в 9 километрах к северу от села-крепости Муцо, в 83 километрах к юго-западу от Грозного и в 109 километрах к северо-востоку от Тбилиси, в непосредственной близости от государственной границы с Россией, за которой находится Чечня.
Согласно Ахмаду Сулейманову чеченцы называют это место чечен. Накарийн пхьеда (Накарийн Пхиеда). Здесь сохранились руины древнего поселения, развалины склепов и святилищ. В названии «Накарийн пхьеда» первая часть — Накари прямо заимствована из греческого (греч. νεκρός — мёртвый): накар — некар, «смерть», «кладбище»; вторая часть — древневайнахское пхье — «поселение», Накари Пхье — «некрополь», конечный «да» второй части — послелог от «тӀа», соответствующего русскому предлогу «на».

## История
Хевсуры рассказывают, что в этом селении жил род Анаторели, который вымер из-за эпидемии. Значительный материал по этногенетическим преданиям, собранный грузинским этнографом Тинатин Алексеевной Очиаури (груз. თინათინ ოჩიაური), убедительно подтверждает тезис о заселённости в прошлом Ардотского, Шатильского и Мигмахевского ущелий чеченцами. Исходя из этих материалов, Т. А. Очиаури делает вывод, что древние обитатели Шатильского ущелья Анаторели были по происхождению кистинцами. Видимо, старому, дохевсурскому населению принадлежали склепы Анатори, обряд погребения в которых не признается хевсурами за свой. Возможно какой-то общей этнической подосновой объясняется существование у шатильских хевсур и соседних кистин совместного святилища Анаторис-джвари.

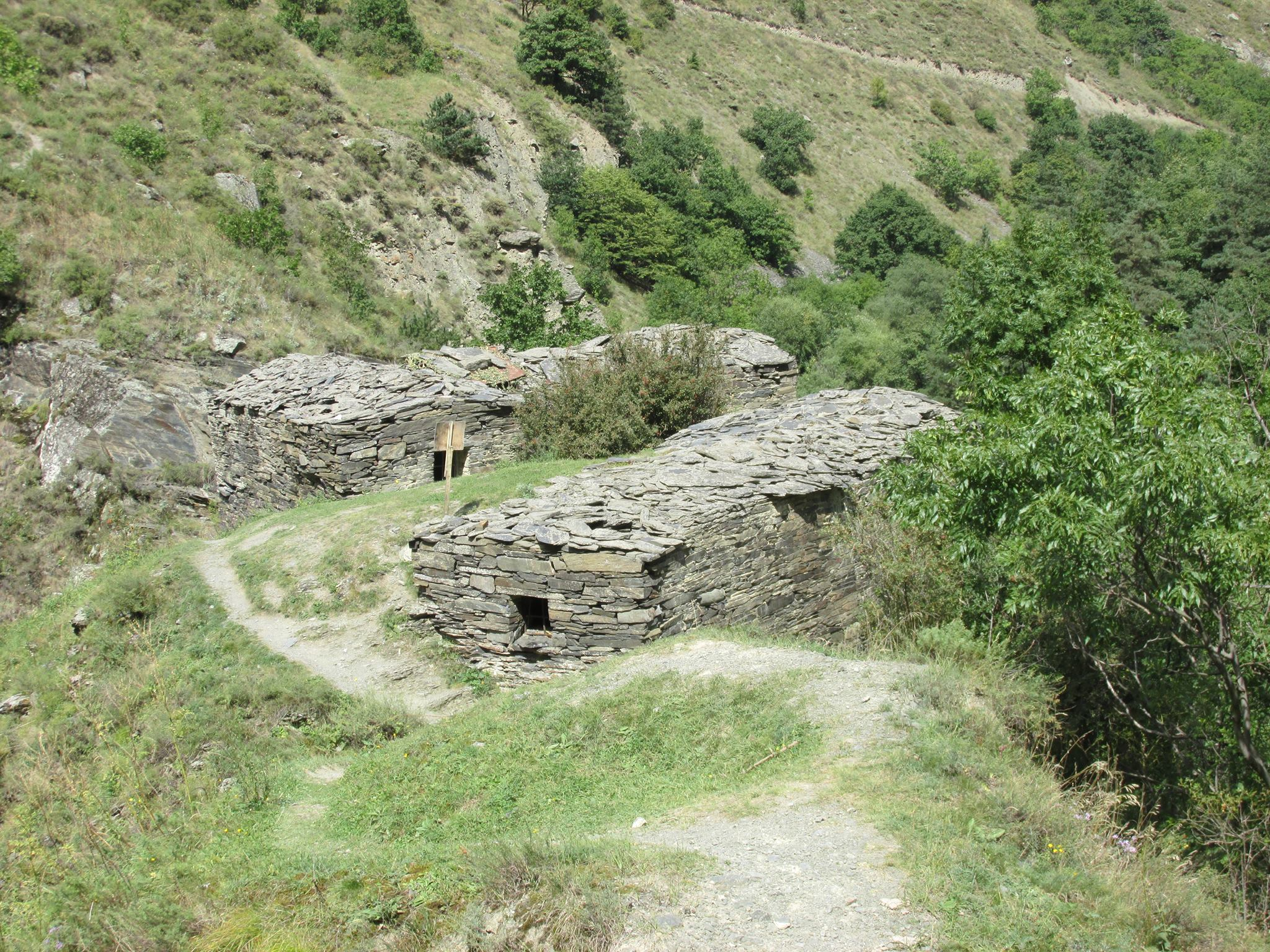
Могильники в Анатори

Согласно местному преданию в селении возникла эпидемия «чёрной смерти» — чумы или чёрной оспы. По решению совета старейшин — «рджули» на скалах противоположного берега реки был построен своеобразный изолятор — группа маленьких каменных склепов. Селение Анатори вымерло полностью и перестало существовать. Так вымер почти весь род Анаторели. Только несколько оставшихся в живых семей переселились в Шатили, где живут остатки рода Анаторели.

## Легенда
По легенде, рассказанной поэтессой и фольклористом Этер Татараидзе, Анатори было богатым и счастливым селом. Его жители владели палашами (хмали, груз. ხმალი) и луками и славились храбростью в бою. (Хевсурские воины носили средневековую кольчугу вплоть до XX века. Женщины села были верными и сильными: они практиковали сцорпери (груз. სწორფერი), целомудренно спали рядом с гостями мужского пола, древняя традиция доверия, дисциплины и гостеприимства. Кавказские горы были полны диких баранов. Охота была обильной. Поддержание этой гармонии было священной обязанностью мкадре (груз. მკადრე) — деревенского мудреца или старейшины. Бог благословил народ Анатори через белого голубя. Эта птица упала с неба. Она приземлилась в протянутую руку мкадре. Пока божество говорило, сердце старика пело от радости. В промежутках между божественными посещениями старик, слабея и хромая, всё больше тосковал по опьянению пернатого посланника. Поэтому он вступил в заговор с деревенским кузнецом. Они выковали два золотых гвоздя и пригвоздили голубя к земле. Но его сила исчезла. Так началось проклятие Анатори. Один за другим жители села заболевали и уходили в склепы. За один день пало шестьдесят воинов.

## Анаторис-джвари
Среди святилищ Анатори самым значительным, по мнению горцев, является чечен. Накарин цӀив (цӀив — святилище), куда до недавнего времени приходили как вайнахи, так и хевсуры на поклонение и проведение различных религиозно-культовых обрядов и праздников. Хевсуры это святилище называли Анаторис-джвари (груз. ანატორის ჯვარი). Общее святилище в Анатори имели хевсуры-шатильцы и чеченцы общества Митхо (малхистинцы). За две недели до праздника Амаглеба (груз. ამაღლება, Вознесение) митхойцы готовили пиво, затем шли к Анатори.

## Могильники

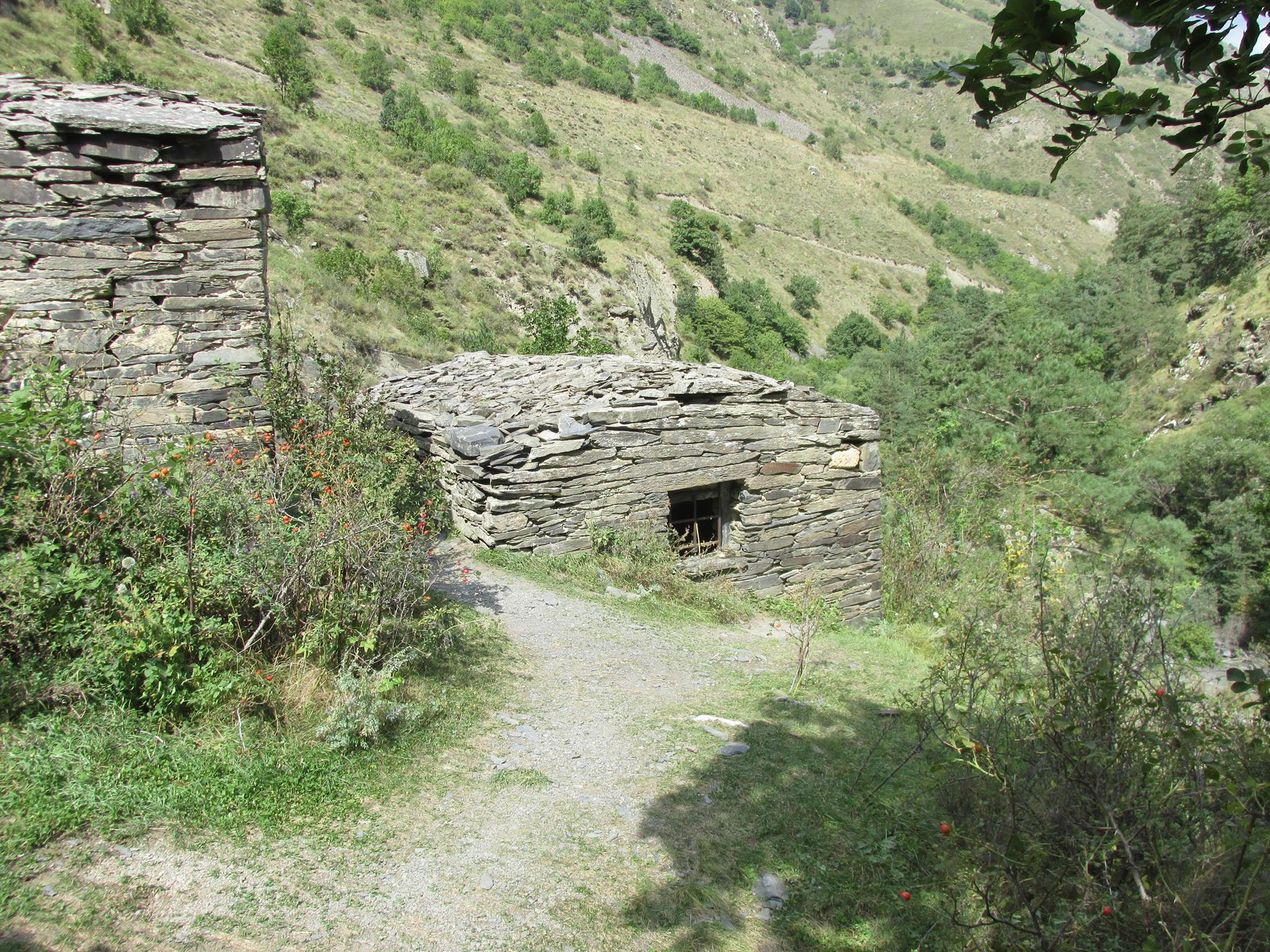
Могильники в Анатори

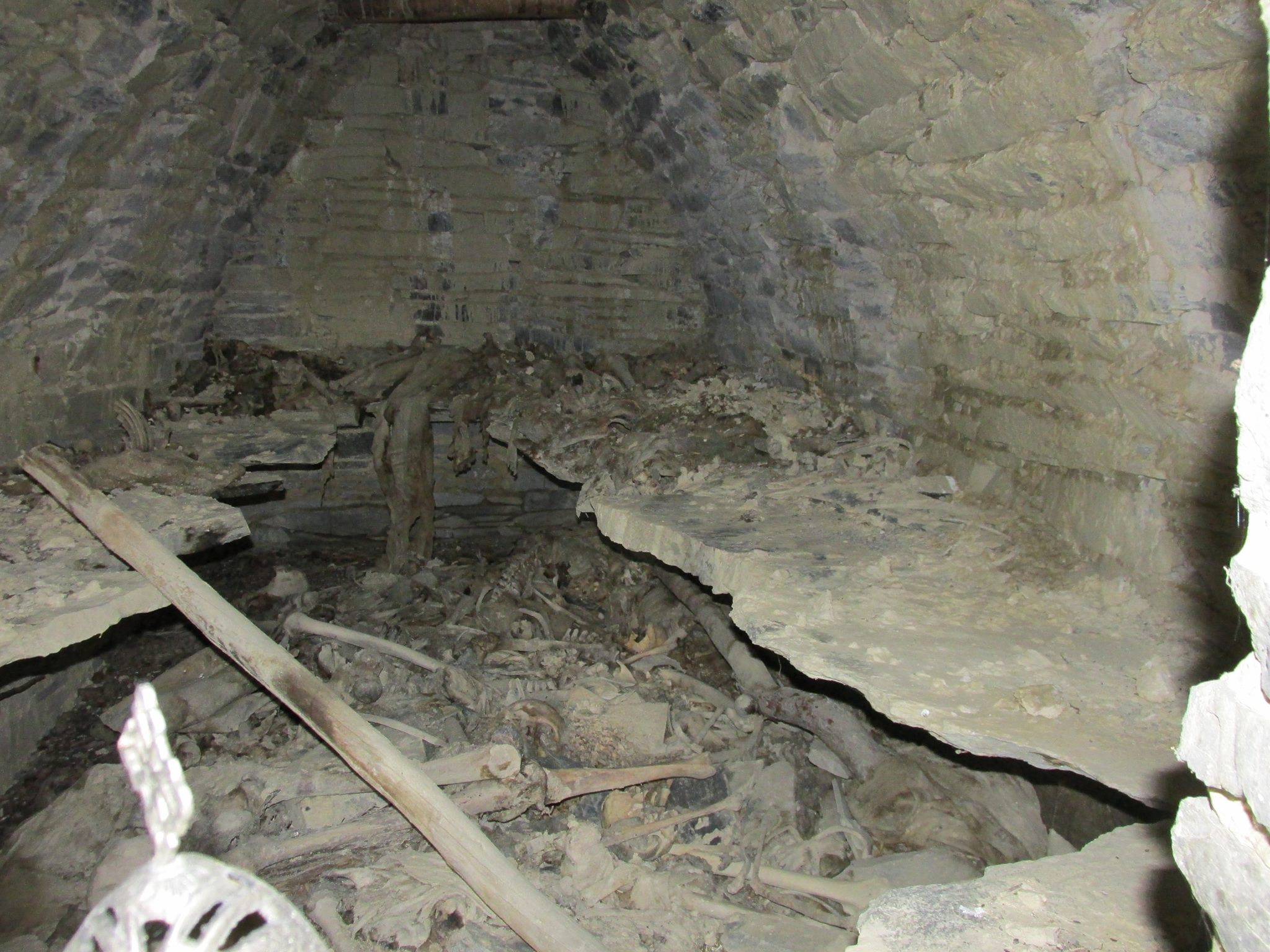
Могильники в Анатори

Немного южнее села, на правом берегу реки Аргун, на левом (противоположном селу) берегу правого притока Андаки (Ардоти), на отдельном небольшом, но высоком скалистом холме высотой 20 метров (по другим данным — 80 метров) с отвесными склонами, сохранились несколько древних анаторийских надземных могильников (склепов, усыпальниц, гробниц) — каменных аклдамов (акалдама, груз. აკლდამა), аналогичные склепам в Муцо и наполненных скелетами и мумизированными трупами хевсур.
Склепы Анатори обширнее осетинских и имеют вид горских саклей, несколько иной, чем подобные склепы в горах Северной Осетии. Могильники имеют вид небольших каменных домиков одинаковой величины и формы, длиной около 4 метров, шириной до 3 метров, высотой до карниза около 3 метров, без дверей и с одним квадратным окном. Директор тифлисского музея Густав Радде, который посетил Анатори летом 1876 года, писал о шести могильниках. Графиня Прасковья Уварова, посетившая Анатори летом 1895 года, сообщает о четырёх склепах, один из которых имел три отделения и два окна. Согласно Г. В. Демидову, посетившему Анатори летом 1927 года вместе с Владимиром Гурко-Кряжиным, всего склепов пять и среди них находится небольшое строение, напоминающее часовенку. Юрий Геннадиевич Промптов (1908—1961) сообщает о четырёх склепах-домиках. Стены и плоские крыши этих зданий чрезвычайно тщательно сложены из тонких, почти чёрных, шиферных плит на глине. В одной из коротких стен находится квадратное отверстие, через которое человек без особенного труда может пробраться внутрь. Отверстие было закрыто плотно прилаженною шиферною плитою для предохранения покойников от растерзания хищными животными. Уже во время посещения Радде окна были открыты и заслонки их валялись рядом. Длинные шиферные скамьи (лежанки, полки) выступали вдоль боковых стен незначительно выше уровня земли. В полу было сделано углубление в виде ямы с покатыми стенками. Согласно Г. В. Демидову скамьи были устроены внутри вдоль трёх стен в два яруса.
Могильники связывают с эпидемиями (моровой язвой) чумы или чёрной оспы (которая свирепствовала в Шатили в 1925 году). Рассказывают о традиции, по которой больной должен был сам приходить сюда, ложиться на лежанку и дожидаться смерти.
Покойники подвергались естественной мумификации. Тела умерших в сухом воздухе гор высохли, превратились в мумии и почти нетронутыми сохранялись в анаторийских усыпальницах. Согласно Радде, на скамьи хевсуры сажали своих усопших, хотя без всякого украшения, но одетых и клали возле них трубку и табак. В соблюдении последнего обряда явно сказывается мусульманское влияние, так как и мусульмане часто кладут в могилу яства, а для забавы покойника и курительный материал; по их верованию, душа усопшего не может прямо предстать пред Всевышним Судьею; она должна быть предварительно высвобождена из тела особо назначенными для этого ангелами, с большим или меньшим трудом, смотря по степени её греховности. Склепы были семейными, в них помещали покойников, которые носили одну фамилию, и Радде не видел более десяти скелетов ни в одной из анаторийских усыпальниц. Согласно Г. В. Демидову на скамьях лежали скелеты с остатками полуистлевшей шерстяной одежды; некоторые из них сидели, другие стояли, прислонённые к стене, а на полу между лавками трупы были навалены в полном беспорядке. Согласно Радде, в Анатори этот способ погребения вышел из обычая уже в 1840-е годы и незадолго до его посещения в усыпальницах ещё складывали только трупы младенцев вместе с их колыбелями.
Надземные склепы-домики, ничем не отличающиеся от склепов в Муцо и Анатори, встречаются на всём Кавказе, известны в «городе мертвых» Цой-Педе в Малхиста как «малх-каш» (в переводе с чеченского «солнечная могила») и распространены в высокогорной Чечне (общество Майсты (чечен. МӀайста), у озера Галанчеж). Близкие по конструкции склепы известны на территории Ингушетии, хотя здесь больше склепов, напоминающих башни. Наземные склепы обнаружены также в Тушетии и неподалеку от села Степанцминда. В огромном числе известны они на территории Северной Осетии.